# José Celestino Campusano
José Celestino Campusano (Quilmes, provincia de Buenos Aires; 22 de febrero de 1964) es un director, guionista y productor de cine argentino. Ha desarrollado una prolífica carrera como cineasta independiente, y varias de sus películas son consideradas de culto, incluyendo Vikingo (2009), Fantasmas de la ruta (2013) y El Perro Molina (2014).
En su obra, situada principalmente en el conurbano bonaerense, abundan las historias potentes, vidas atravesadas por la precarización laboral, los conflictos amorosos, la diversidad sexual y la marginalidad. 

## Actividad profesional
En la década de 1980, cursó la carrera de Realización en el Instituto de Arte Cinematográfico de Avellaneda. Desde 1991, se desarrolló como realizador independiente en la zona sur del conurbano bonaerense. Tras la creación de su propia productora Cinebruto, ha realizado varios largometrajes de reconocimiento internacional. La experiencia de Cinebruto llevó a Campusano a reunirse con otros productores que se encontraban con realidades similares, como Pablo Almirón, de Corrientes, y Miguel Ángel Rossi, de Bariloche. En este marco, fue cofundador del Clúster Audiovisual de la Provincia de Buenos Aires (CAPBA) y de la Federación Audiovisual de la República Argentina (FARA). Además de la realización de numerosos largometrajes, Cinebruto se distingue por un esquema de trabajo colaborativo que integra a sectores de la comunidad en las distintas etapas de realización. 

## Publicaciones
- Campusano, José C. (2012 [1993]). Mitología marginal argentina. Llantodemudo. ISBN 978-987-1883-06-6.

- Campusano, José C. et Al. (2015). Las naves 5: métodos = methods. Tenemos las máquinas. ISBN 978-987-3633-05-8.

- Rodríguez, C. y Moyano, H. (Comps.) (2015). Manual de cine de género. Experiencias de la guerrilla audiovisual en América Latina. FAN. ISBN  978-987-33-8928-3.

- Pérez, A. y Palermo, A. (Comps.) (2016). Nuevos protagonistas en el contexto de América Latina y el Caribe. Asociación Argentina de Sociología. ISBN  978-987-46176-0-6.

- Molfetta, Andrea y otros (2018). Cine comunitario Argentino. Mapeos, experiencias y ensayos. Teseo. ISBN 9789874265340.

- Molfetta, Andrea C. (2018). La reversión del roadmovie en el cine de Campusano. Sigfnicacao. Revista de Cultura Audiovisual. ISSN 2316-7114.

## Filmografía

### Director
- 1991: Ferrocentauros, con Sergio Cinalli
- 2000: Culto suburbano de práctica individual
- 2004: Verano del ángel
- 2005: Bosques, Codirigida con Gianfranco Quattrini
- 2006: Legión, tribus urbanas motorizadas
- 2008: Vil romance
- 2009: Vikingo
- 2011: Paraíso de sangre, codirigida con Ángel Barrera, y Sebastián Mónaco
- 2012: Fango
- 2013: Fantasmas de la ruta
- 2014: El Perro Molina
- 2015: Placer y martirio
- 2015: El arrullo de la araña
- 2016: El sacrificio de Nehuén Puyelli
- 2017: Cícero impune
- 2018: El silencio a gritos
- 2018: El azote
- 2018: Brooklyn experience
- 2019: Hombres de piel dura
- 2020: Bajo mi piel morena